# Хуан Дон-хьок
Хуан Дон-хьок (на корейски: 황동혁) е южнокорейски режисьор и сценарист.
Роден е на 26 май 1971 година в Сеул. Завършва Сеулския университет, а след това и магистратура по производство на филми в Южнокалифорнийския университет в Лос Анджелис. Още докато следва, режисира няколко късометражни филма, през 2007 година прави първия си пълнометражен филм „Моят баща“ (마이 파더), а през следващите години получава широка известност с криминалната драма „Мълчаливите“ (도가니, 2011) и сериала „Игра на калмари“ (오징어 게임, 2021 – 2025).

## Избрана филмография
- „Моят баща“ (마이 파더)
- „Мълчаливите“ (도가니, 2011)
- „Игра на калмари“ (오징어 게임, 2021 – 2025)